# Atzacán
Atzacán är en kommunhuvudort i Mexiko.   Den ligger i kommunen Atzacan och delstaten Veracruz, i den sydöstra delen av landet, 220 km öster om huvudstaden Mexico City. Atzacán ligger 1 300 meter över havet och antalet invånare är 7 888.
Terrängen runt Atzacán är huvudsakligen kuperad, men västerut är den bergig. Runt Atzacán är det mycket tätbefolkat, med 1 361 invånare per kvadratkilometer. Närmaste större samhälle är Orizaba, 6,4 km söder om Atzacán. Trakten runt Atzacán består till största delen av jordbruksmark.